# Timor-Leste nos Jogos Olímpicos de Verão da Juventude de 2010
Timor-Leste participou dos Jogos Olímpicos de Verão da Juventude de 2010 em Singapura. A delegação da mais jovem nação lusófona foi composta de apenas três atletas que competiram em dois esportes.

## Atletismo
| Evento           | Atleta                    | Qualificação    | Qualificação | Final      | Final        |
| Evento           | Atleta                    | Resultado       | Posição      | Resultado  | Posição      |
| ---------------- | ------------------------- | --------------- | ------------ | ---------- | ------------ |
| 3000 m masculino | Ribeiro Pinto de Carvalho | Desclassificado | --           | Não largou | -- (Final B) |

## Taekwondo
| Evento             | Atleta                            | 1ª rodada                    | Quartas-de-final                  | Semifinais  | Final       | Pos. final |
| ------------------ | --------------------------------- | ---------------------------- | --------------------------------- | ----------- | ----------- | ---------- |
| Até 44 kg feminino | Maria Silva                       | UKR Iryna Romoldanova D 0-18 | Não avançou                       | Não avançou | Não avançou | 10º        |
| Até 63 kg feminino | Miloria Hanarisa de Araújo Santos | Sem oponente                 | GER Antonia Katheder D RSC 2 1:12 | Não avançou | Não avançou | 8º         |